# Narie
Narie – jezioro w Polsce, położone w województwie warmińsko-mazurskim, w powiecie ostródzkim, w gminie Morąg, na obszarze Równiny Olsztynka i częściowo Pojezierza Dzierzgońsko-Morąskiego.

## Charakterystyka
Jezioro jest typową rynną polodowcową. Zbocza rynny wznoszące się ponad wody jeziora są wyraźne i miejscami osiągają 40 m wysokości. Ma silnie rozwiniętą linię brzegową o długości około 50 km. Głębokość jeziora w kilku miejscach przekracza 40 m, a dno charakteryzuje się urozmaiconą konfiguracją. Obszar jaki zajmuje jezioro to około 1260 ha (według danych Leydinda powierzchnia jeziora wynosiła 1096,71 ha). 
Na jeziorze znajduje się 19 wysp, z których największe to Duża Wyspa, Mała Wyspa, Duchów, Kaczy Ostrów, Złota i inne. Rozciągłość jeziora z północy na południe wynosi prawie 10 km, natomiast szerokość jest zmienna i waha się od 150 m w części północnej do ponad 3 km w części środkowej na wysokości miejscowości Bogaczewo. Jezioro odwadnia w kierunku północnym niewielka rzeczka Narienka. 
Najbliższe miejscowości, do których dojeżdża PKP, to Żabi Róg i Morąg. Nad jeziorem położone są: Kretowiny, Bogaczewo, Gulbity, Boguchwały, Pojezierce i Wilnowo oraz Mały Horn (kolonia Żabiego Rogu).
Wokół jeziora Narie i na nim obowiązuje strefa ciszy, co oznacza, że nie wolno tam pływać używając silników spalinowych. Gospodarzem jeziora jest zakład rybacki w Bogaczewie – tu można nabyć zezwolenia wędkarskie. Swoją siedzibę ma także Morąski Klub Żeglarski "Keja".

## Dane morfometryczne
Powierzchnia zwierciadła wody według różnych źródeł wynosi od 1225,0 ha do 1240,0 ha lub 1240,1 ha.
Zwierciadło wody położone jest na wysokości 104,6 m n.p.m. Średnia głębokość jeziora wynosi 9,8 m, natomiast głębokość maksymalna 43,0 m lub 43,8 m bądź 45 m.

## Czystość wód
Na podstawie badań przeprowadzonych w 2004 roku wody jeziora zaliczono do II klasy czystości i I kategorii podatności na degradację. Zagrożenie stanowią punktowe źródła zanieczyszczeń doprowadzające ścieki bezpośrednio do zbiornika. Do końca 2006 roku planowane było skanalizowanie całości terenów przyległych do jeziora i skierowanie ścieków na oczyszczalnie w Morągu.

## Wyspy
Według opracowania Leydinga z połowy XX wieku na jeziorze znajdują się następujące wysypy:
- Brzozowa Kępa (Birkwerder) – wysepka w południowej części jeziora Narii
- Goła Kępa (Barwerder lub "Baba Jaga")
- Gierszak (niem. Geerschwerder) – wysepka położona w cieśninie jeziora Narie, przy Ponarskim Kącie
- Grekna (Grekne)
- Łabuny (Lebuhn) – wysepki
- Mały Ostrów (Kleiner Werder)
- Mały Trzciniak (Kleiner Rohrwerder) – wysepka na północnej części jeziora Narie, obok wyspy Trzciniak Wielki
- Olszowy Ostrów (Budwerder)
- Ponarska Kępa (Lustwerder) – wysepka na zatoce Ponary, odnodze jeziora Narie
- Ptasia Kępa (Spätling)
- Wielki Ostrów (Grosser Werder)
- Zielony Ostrów (Schöntalk)

Leyding wyróżnił także:
- Ponary, Ponarski Kąt (niem. Narien Winkel) – zatoka, odnoga jeziora Narie, przy majątku Ponary
- Długi Ostrów (niem. Langewerder) – półwysep na jez. Narie
- Zielony Róg (niem. Heuwerder) – półwysep na zachodniej części Ponar, odnogi jeziora Narie
- Czerwona Strużka (niem. Rotes Flies) – strumyk, dopływ jez. Narii
- Naria (niem. Nariefliess) – strumyk łączący jezioro Narie i Mildze
- Dzwonkowa Góra (niem. Wecke Berg) – góra o wys. 131 m, na południowym półwyspie jez. Narie
- Zamkowa Góra (niem. Schloss Berg) – góra o wys. 146 m na południowym półwyspie jez. Narie
- Borek (niem. Heide) – las, położony na półwyspie jeziora Narie, na południe od majątku Janowo

## Turystyka
Wokół jeziora umiejscowione są ośrodki wypoczynkowe różnych "klas", a także pole campingowe, wypożyczalnie sprzętu wodnego, rowerów i centrum handlowe na półwyspie kretowińskim. Główne centrum turystyczne znajduje się na półwyspie Kretowiny. Mieści się tam zespół ośrodków turystycznych czynnych w sezonie letnim (domki letniskowe) oraz pensjonaty, hotele, sklepy spożywcze, restauracje, ogródki piwne, stoiska ze sprzętem wędkarskim, szkoła i wypożyczalnia sprzętu windsurfingowego, wypożyczalnie sprzętu pływającego, parking strzeżony i smażalnia ryb. Drugie centrum, pod względem wielkości to zespół ośrodków wypoczynkowych i kwater prywatnych w pobliżu wsi Bogaczewo. W jednym z tamtejszych wczasowisk można skorzystać z basenu, bilarda, sauny oraz kręgli. Ośrodek funkcjonuje przez cały rok.

## Fauna i flora
W okolicach Narie można obserwować ciekawe ptaki: orzeł, perkoz, myszołów, łabędź, kormoran.

### Ryby występujące w jeziorze
- Szczupak
- Sandacz (Zatoka Ponary)
- Lin
- Okoń
- Sielawa
- Płoć
- miętus pospolity
- Leszcz
- Węgorz
- Sum pospolity
- Wzdręga

### Skorupiaki
- Rak

## Hydronimia
Według urzędowego spisu opracowanego przez Komisję Nazw Miejscowości i Obiektów Fizjograficznych (KNMiOF) nazwa tego jeziora to Narie. Przedwojenna, niemiecka nazw tego jeziora to Narien See.

## Galeria

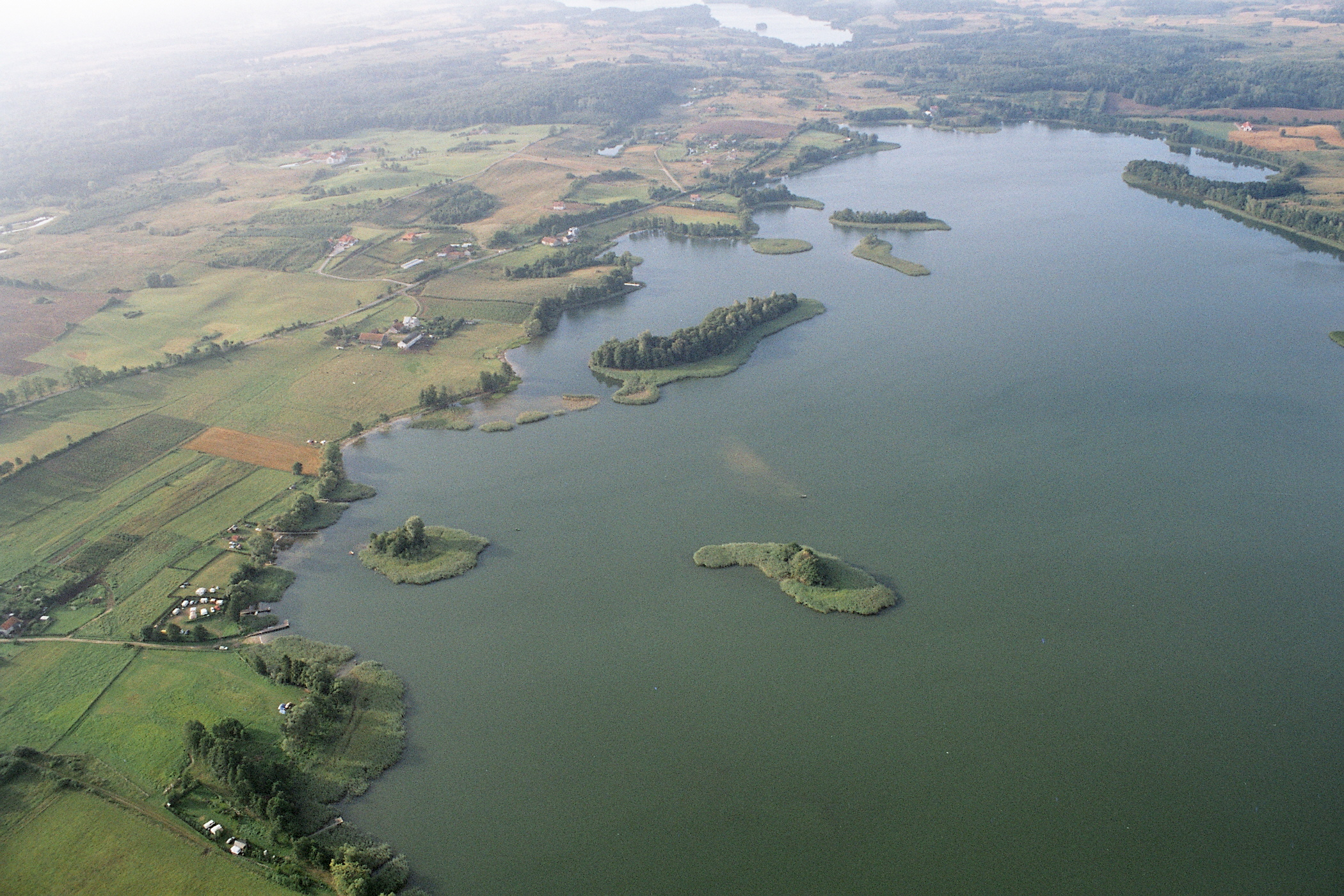
Jezioro z lotu ptaka
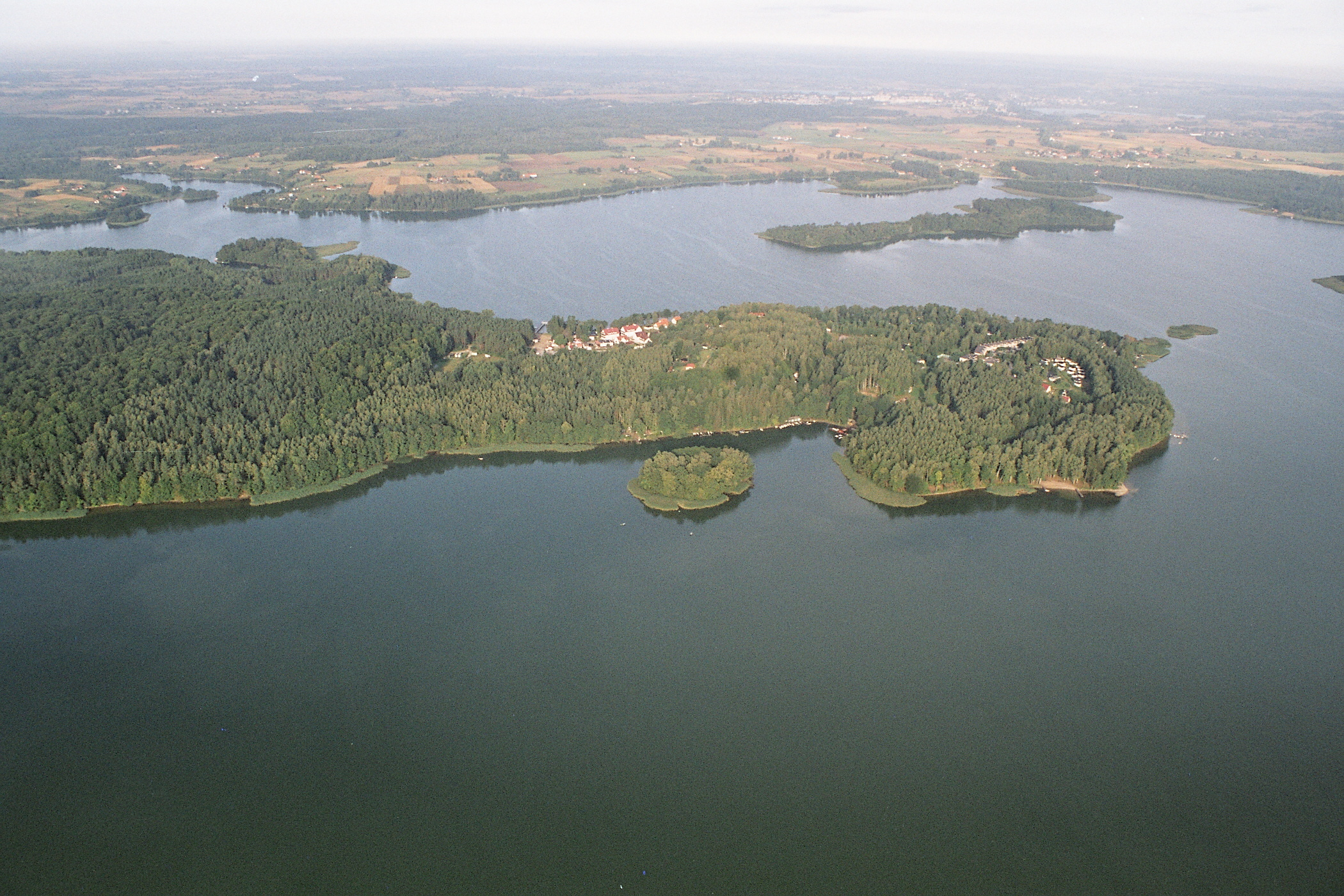
Jezioro Narie
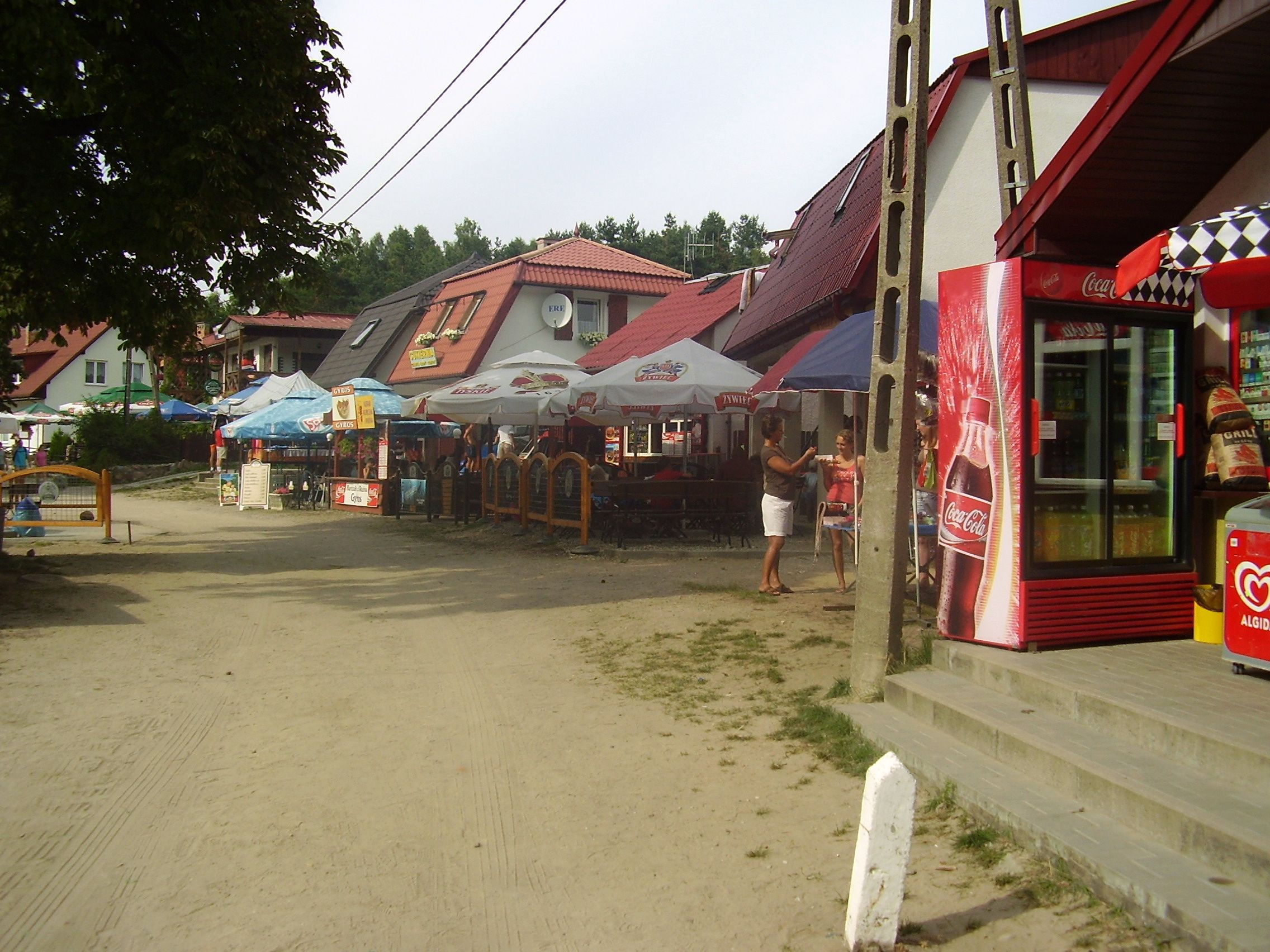
Główny deptak w ośrodku w Kretowinach
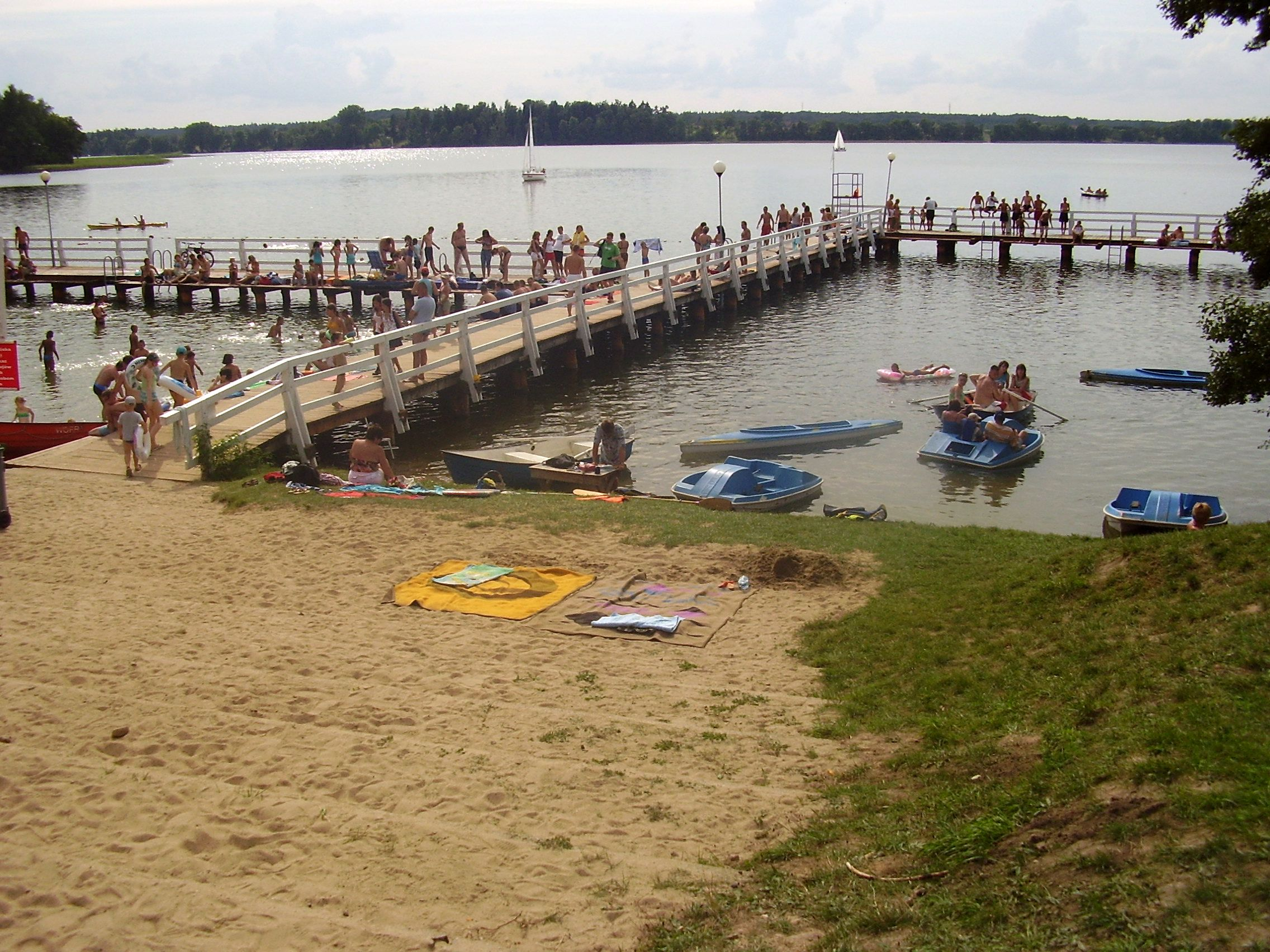
Molo główne w ośr. wypoczynkowym "Kretowiny"